# Cimetière Gazilar à Novi Pazar
Le cimetière Gazilar à Novi Pazar (en serbe cyrillique : Гробље Газилар са турбетом у Новом Пазару ; en serbe latin : Groblje Gazilar sa turbetom u Novom Pazaru) est situé à Novi Pazar, dans le district de Raška, en Serbie. Il est inscrit sur la liste des monuments culturels protégés de la république de Serbie (identifiant no SK 402),.

## Présentation
Le cimetière de Gazilar est l'un des plus grands cimetières musulmans de Sandžak. Son existence est attestée en 1611 par un écrivain et voyageur français dès 1611 ; en revanche, la nécropole semble avoir été nommée Gazilar, le « cimetière des guerriers », après la guerre austro-turque de 1683-1699 ; les défenseurs ottomans de Novi Pazar y sont enterrés.
Le cimetière abrite de nombreuses stèles ottomanes appelées nişans, de forme et de dimensions diverses.
Le plus ancien monument funéraire remonte à 1729-1730 ; au centre du cimetière se trouve un turbe (mausolée ottoman) avec un toit à quatre pans recouvert de tuiles ; il contient deux sarcophages en bois avec des plaques signalant que le derviche Ahmed Gurbi, mort en 1775-1776, et le derviche Abdulkadir, mort en 1776-1777, y sont enterrés.